# Nécrose caséeuse

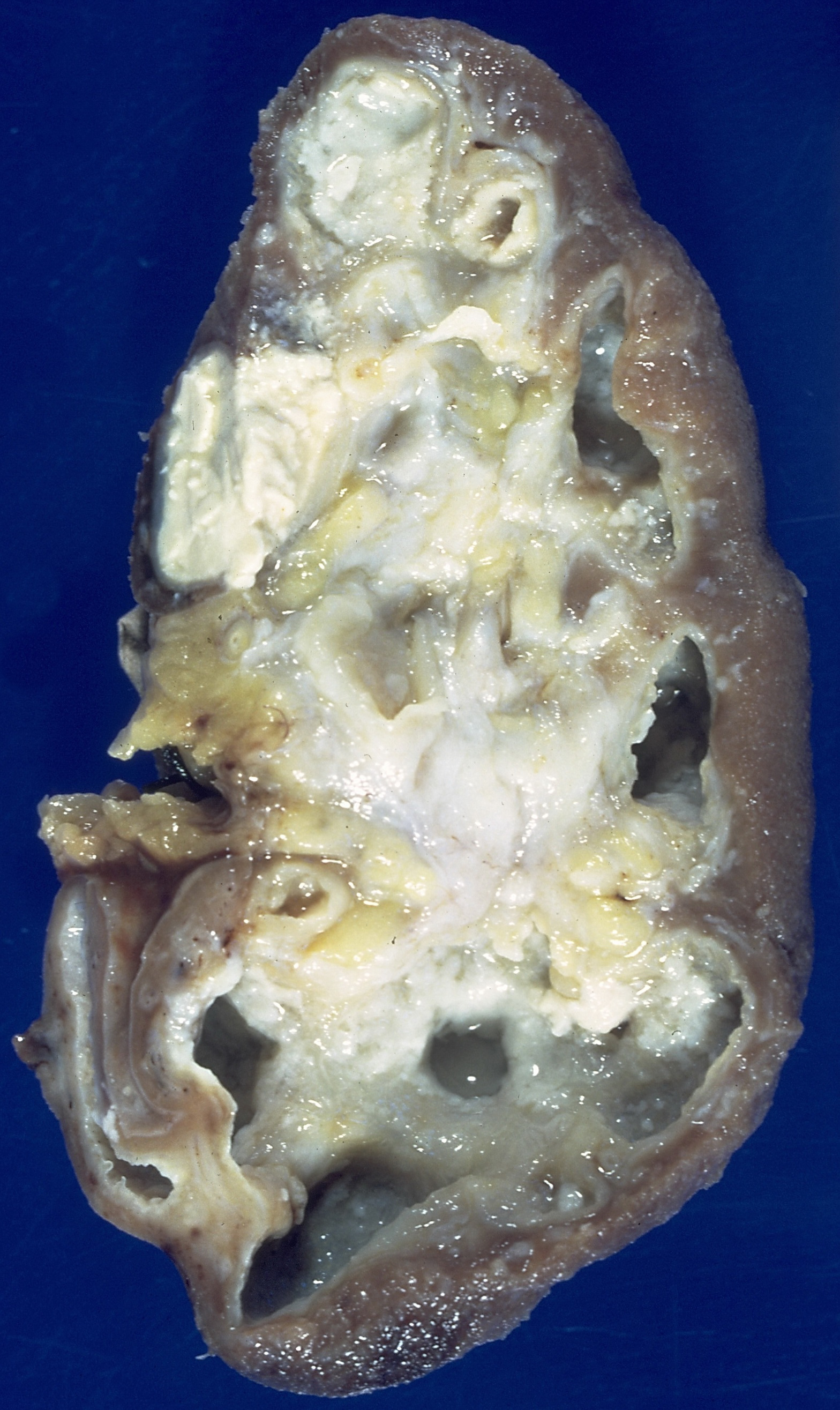
Nécrose caséeuse rénale

La nécrose caséeuse est une forme de nécrose tissulaire dans laquelle l'aspect du tissu rappelle celui du fromage (caseum). Elle est typiquement associée à la tuberculose.

## Cause
Généralement la nécrose caséeuse se rencontre dans les foyers de contamination des infections de la tuberculose. Elle peut aussi être causée par la syphilis et certains champignons (dans les mycoses), par exemple l'histoplasmose, la cryptococcose et la coccidioïdomycose,,.

## Pathologie
Les cellules mortes subissent une désintégration partielle, laissant des particules granulaires visibles à l'œil nu. La texture granulaire ainsi que la teinte blanchâtre ou jaunâtre sont des caractéristiques distinctives de cette forme de nécrose.
Au niveau microscopique, on observe l'absence totale de structure tissulaire. On retrouve ainsi des zones éosinophiliques (rosées) acellulaires, entourées de processus inflammatoires granulomateux.

### Macroscopie

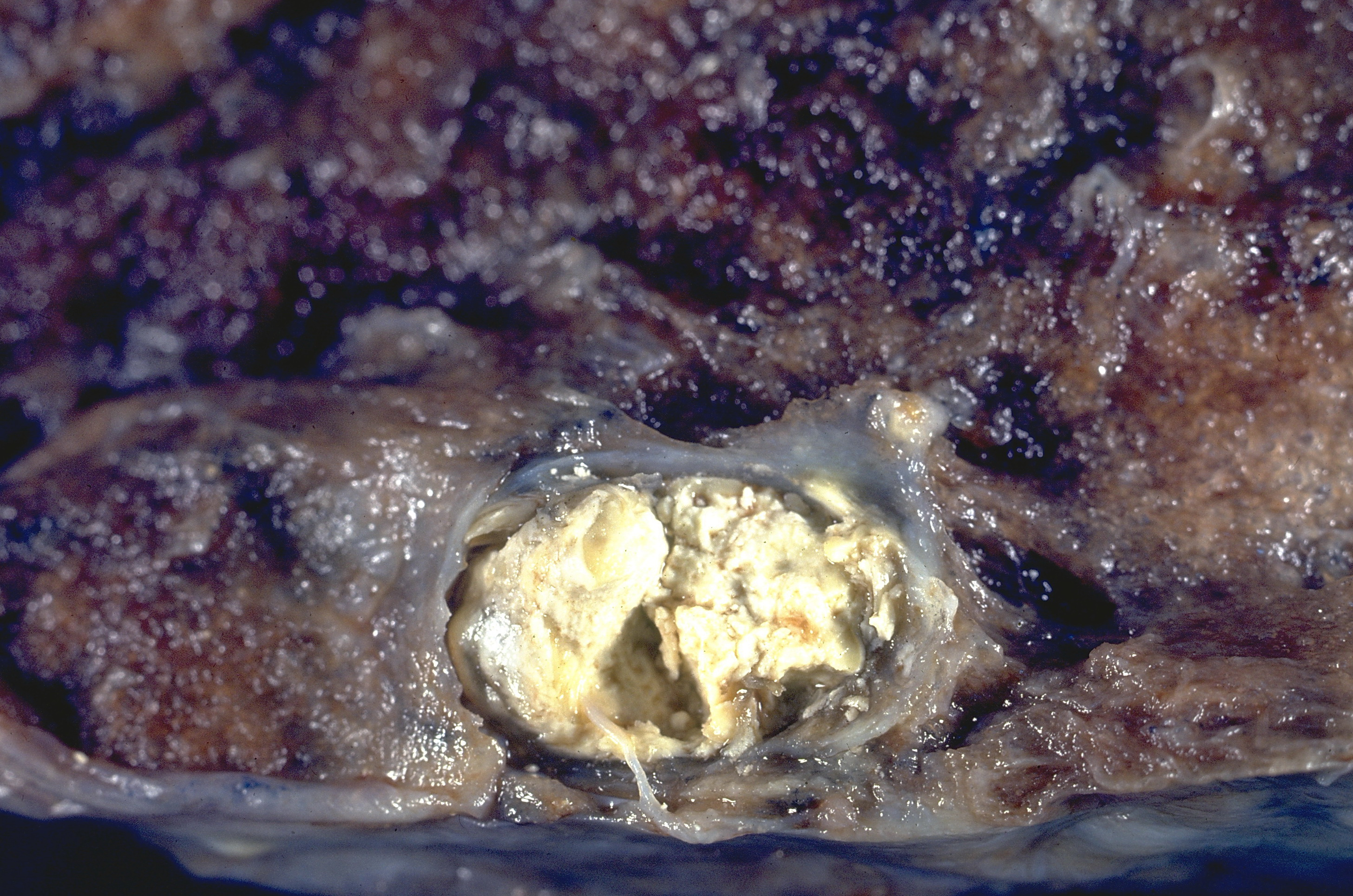
Nécrose caséeuse pleurale

### Microscopie

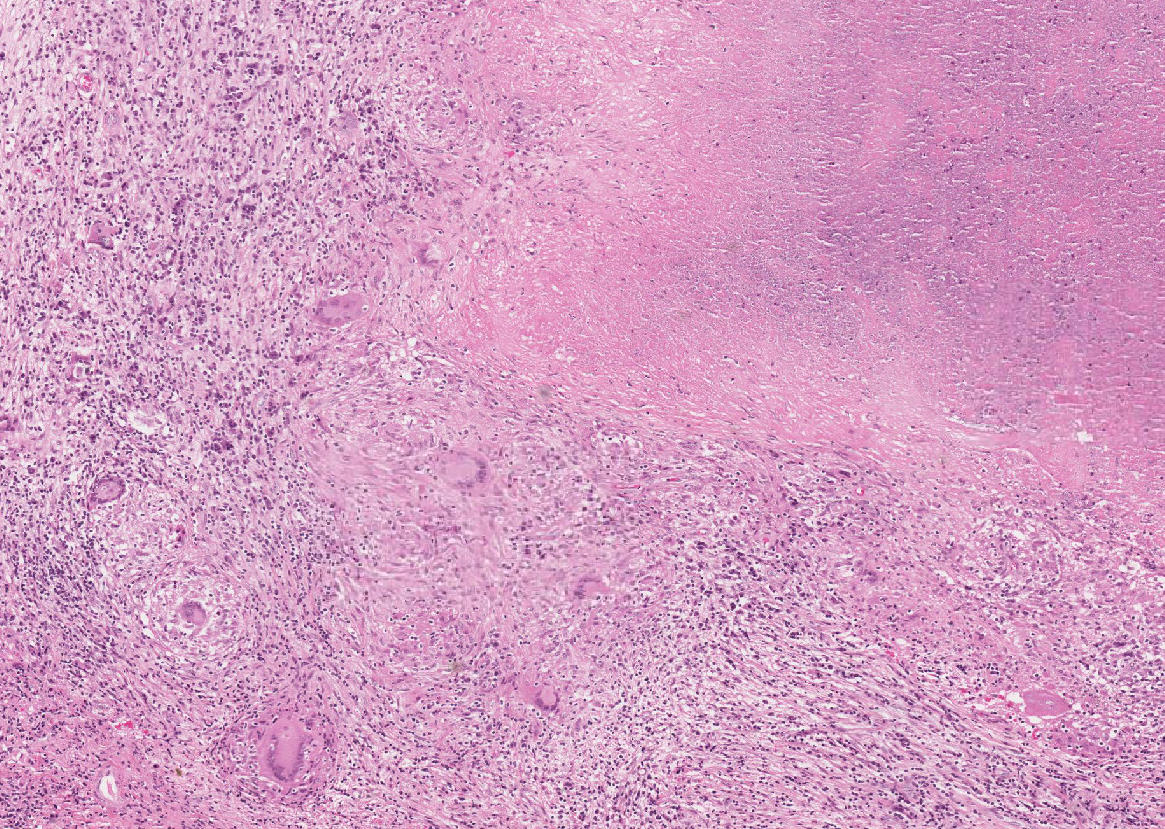
Granulome tuberculoïde avec nécrose caséeuse (En haut à droite)
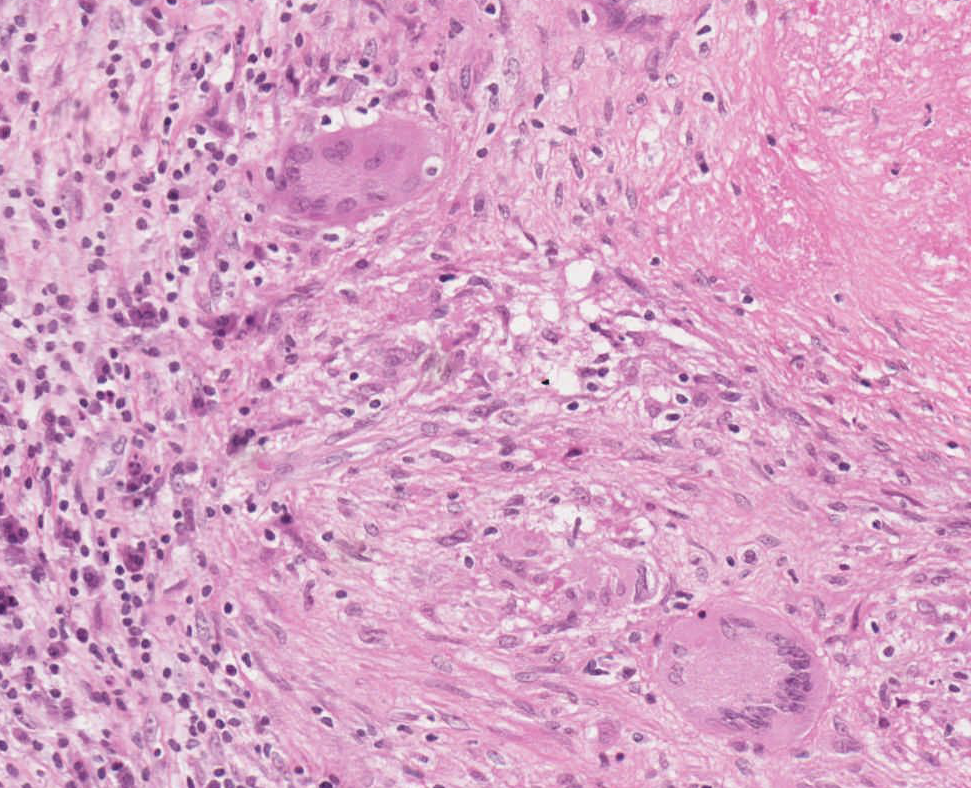
Granulome tuberculoïde avec nécrose caséeuse (En haut à droite)